# Campionat del Món de motocròs 2007
La temporada de 2007 del Campionat del Món de motocròs fou la 51a edició d'aquest campionat, organitzat per la FIM. El calendari oficial constava de 15 Grans Premis, celebrats entre l'1 d'abril i el 2 de setembre.
Aquella temporada, el valencià Álvaro Lozano acabà cinquè a la categoria MX3, fita que repetiria la temporada següent i que gairebé igualaria la del 2009 (en què fou setè).

## Sistema de puntuació
Barem de puntuació de 2002 ençà:
| Posició | 1  | 2  | 3  | 4  | 5  | 6  | 7  | 8  | 9  | 10 | 11 | 12 | 13 | 14 | 15 | 16 | 17 | 18 | 19 | 20 |
| Punts   | 25 | 22 | 20 | 18 | 16 | 15 | 14 | 13 | 12 | 11 | 10 | 9  | 8  | 7  | 6  | 5  | 4  | 3  | 2  | 1  |

## Grans Premis

### MX1 i MX2
| Ronda | Data          | Gran Premi                       | Lloc                | Classe | 1a mànega          | 2a mànega          | Guanyador          |
| ----- | ------------- | -------------------------------- | ------------------- | ------ | ------------------ | ------------------ | ------------------ |
| 1     | 1 d'abril     | Gran Premi del Benelux           | Valkenswaard        | MX1    | Joshua Coppins     | Jonathan Barragán  | Joshua Coppins     |
| 1     | 1 d'abril     | Gran Premi del Benelux           | Valkenswaard        | MX2    | Antonio Cairoli    | Antonio Cairoli    | Antonio Cairoli    |
| 2     | 15 d'abril    | Gran Premi d'Espanya             | Bellpuig            | MX1    | Joshua Coppins     | Joshua Coppins     | Joshua Coppins     |
| 2     | 15 d'abril    | Gran Premi d'Espanya             | Bellpuig            | MX2    | Christophe Pourcel | Antonio Cairoli    | Antonio Cairoli    |
| 3     | 22 d'abril    | Gran Premi de Portugal           | Águeda              | MX1    | Joshua Coppins     | Kevin Strijbos     | Kevin Strijbos     |
| 3     | 22 d'abril    | Gran Premi de Portugal           | Águeda              | MX2    | Antonio Cairoli    | Antonio Cairoli    | Antonio Cairoli    |
| 4     | 6 de maig     | Gran Premi d'Itàlia              | Màntua              | MX1    | Joshua Coppins     | Joshua Coppins     | Joshua Coppins     |
| 4     | 6 de maig     | Gran Premi d'Itàlia              | Màntua              | MX2    | Antonio Cairoli    | Antonio Cairoli    | Antonio Cairoli    |
| 5     | 13 de maig    | Gran Premi d'Alemanya            | Teutschenthal       | MX1    | Joshua Coppins     | David Philippaerts | David Philippaerts |
| 5     | 13 de maig    | Gran Premi d'Alemanya            | Teutschenthal       | MX2    | Antonio Cairoli    | Antonio Cairoli    | Antonio Cairoli    |
| 6     | 27 de maig    | Gran Premi del Japó              | Sugo                | MX1    | Billy Mackenzie    | Mike Brown         | Billy Mackenzie    |
| 6     | 27 de maig    | Gran Premi del Japó              | Sugo                | MX2    | Christophe Pourcel | Antonio Cairoli    | Christophe Pourcel |
| 7     | 10 de juny    | Gran Premi de França             | Saint-Jean-d'Angély | MX1    | Joshua Coppins     | Steve Ramon        | Joshua Coppins     |
| 7     | 10 de juny    | Gran Premi de França             | Saint-Jean-d'Angély | MX2    | Antonio Cairoli    | Antonio Cairoli    | Antonio Cairoli    |
| 8     | 17 de juny    | Gran Premi de Bulgària           | Sevlievo            | MX1    | Jonathan Barragán  | Joshua Coppins     | Joshua Coppins     |
| 8     | 17 de juny    | Gran Premi de Bulgària           | Sevlievo            | MX2    | Antonio Cairoli    | Antonio Cairoli    | Antonio Cairoli    |
| 9     | 1 de juliol   | Gran Premi de Suècia             | Uddevalla           | MX1    | Ken De Dycker      | Steve Ramon        | Ken De Dycker      |
| 9     | 1 de juliol   | Gran Premi de Suècia             | Uddevalla           | MX2    | Tommy Searle       | Antonio Cairoli    | Antonio Cairoli    |
| 10    | 15 de juliol  | Gran Premi de la Vila de Faenza  | Faenza              | MX1    | Sébastien Pourcel  | Sébastien Pourcel  | Sébastien Pourcel  |
| 10    | 15 de juliol  | Gran Premi de la Vila de Faenza  | Faenza              | MX2    | Antonio Cairoli    | Christophe Pourcel | Christophe Pourcel |
| 11    | 29 de juliol  | Gran Premi de la República Txeca | Loket               | MX1    | Kevin Strijbos     | Kevin Strijbos     | Kevin Strijbos     |
| 11    | 29 de juliol  | Gran Premi de la República Txeca | Loket               | MX2    | Antonio Cairoli    | Nicolas Aubin      | Nicolas Aubin      |
| 12    | 5 d'agost     | Gran Premi de Bèlgica            | Namur               | MX1    | Sébastien Pourcel  | David Philippaerts | Sébastien Pourcel  |
| 12    | 5 d'agost     | Gran Premi de Bèlgica            | Namur               | MX2    | Tommy Searle       | Christophe Pourcel | Davide Guarneri    |
| 13    | 19 d'agost    | Gran Premi d'Irlanda             | Moneyglass Demesne  | MX1    | Ken De Dycker      | Kevin Strijbos     | Kevin Strijbos     |
| 13    | 19 d'agost    | Gran Premi d'Irlanda             | Moneyglass Demesne  | MX2    | Antonio Cairoli    | Antonio Cairoli    | Antonio Cairoli    |
| 14    | 26 d'agost    | Gran Premi de Gran Bretanya      | Donington Park      | MX1    | Kevin Strijbos     | Antonio Cairoli    | Antonio Cairoli    |
| 14    | 26 d'agost    | Gran Premi de Gran Bretanya      | Donington Park      | MX2    | Nicolas Aubin      | Antonio Cairoli    | Antonio Cairoli    |
| 15    | 2 de setembre | Gran Premi dels Països Baixos    | Lierop              | MX1    | Kevin Strijbos     | Marc de Reuver     | Kevin Strijbos     |
| 15    | 2 de setembre | Gran Premi dels Països Baixos    | Lierop              | MX2    | Antonio Cairoli    | Antonio Cairoli    | Antonio Cairoli    |

### MX3
| Ronda | Data          | Gran Premi                    | Lloc                 | 1a mànega        | 2a mànega        | Guanyador        |
| ----- | ------------- | ----------------------------- | -------------------- | ---------------- | ---------------- | ---------------- |
| 1     | 1 d'abril     | Gran Premi de França          | Castèlnòu de Lèvis   | Mickaël Pichon   | Mickaël Pichon   | Mickaël Pichon   |
| 2     | 15 d'abril    | Gran Premi d'Itàlia           | Cingoli              | Benjamin Coisy   | Benjamin Coisy   | Benjamin Coisy   |
| 3     | 22 d'abril    | Gran Premi d'Espanya          | Talavera de la Reina | Sven Breugelmans | Sven Breugelmans | Sven Breugelmans |
| 4     | 20 de maig    | Gran Premi de Suècia          | Tomelilla            | Benjamin Coisy   | Yves Demaria     | Yves Demaria     |
| 5     | 27 de maig    | Gran Premi de França          | Brou                 | Pierre Renet     | Yves Demaria     | Yves Demaria     |
| 6     | 10 de juny    | Gran Premi d'Espanya          | Alhama de Murcia     | Álvaro Lozano    | Benjamin Coisy   | Yves Demaria     |
| 7     | 1 de juliol   | Gran Premi dels Països Baixos | Markelo              | Sven Breugelmans | Sven Breugelmans | Sven Breugelmans |
| 8     | 8 de juliol   | Gran Premi de Croàcia         | Mladina              | Yves Demaria     | Yves Demaria     | Yves Demaria     |
| 9     | 22 de juliol  | Gran Premi d'Eslovàquia       | Sverepec             | Martin Zerava    | Martin Zerava    | Martin Zerava    |
| 10    | 29 de juliol  | Gran Premi de Bulgària        | Samokov              | Martin Zerava    | Yves Demaria     | Yves Demaria     |
| 11    | 12 d'agost    | Gran Premi d'Eslovènia        | Orehova vas          | Sven Breugelmans | Sven Breugelmans | Sven Breugelmans |
| 12    | 26 d'agost    | Gran Premi de Dinamarca       | Randers              | Yves Demaria     | Yves Demaria     | Yves Demaria     |
| 13    | 2 de setembre | Gran Premi de Suïssa          | Roggenburg           | Yves Demaria     | Yves Demaria     | Yves Demaria     |
| 14    | 9 de setembre | Gran Premi d'Itàlia           | Faenza               | Manuel Monni     | Manuel Monni     | Manuel Monni     |

## MX1

### Classificació final
| Posició | Pilot              | Motocicleta | Punts |
| ------- | ------------------ | ----------- | ----- |
| 1       | Steve Ramon        | Suzuki      | 508   |
| 2       | Kevin Strijbos     | Suzuki      | 475   |
| 3       | Joshua Coppins     | Yamaha      | 452   |
| 4       | Sébastien Pourcel  | Kawasaki    | 439   |
| 5       | Ken De Dycker      | Honda       | 421   |
| 6       | David Philippaerts | KTM         | 419   |
| 7       | Mike Brown         | Honda       | 361   |
| 8       | Tanel Leok         | Kawasaki    | 355   |
| 9       | Billy Mackenzie    | Kawasaki    | 351   |
| 10      | Jonathan Barragán  | KTM         | 347   |

## MX2

### Classificació final
| Posició | Pilot              | Motocicleta | Punts |
| ------- | ------------------ | ----------- | ----- |
| 1       | Antonio Cairoli    | Yamaha      | 660   |
| 2       | Tommy Searle       | KTM         | 510   |
| 3       | Christophe Pourcel | Kawasaki    | 436   |
| 4       | Tyla Rattray       | KTM         | 371   |
| 5       | Gareth Swanepoel   | Kawasaki    | 364   |
| 6       | Nicolas Aubin      | Yamaha      | 358   |
| 7       | Pascal Leuret      | Honda       | 320   |
| 8       | Matti Seistola     | Honda       | 276   |
| 9       | Marcus Schiffer    | KTM         | 260   |
| 10      | Kenneth Gundersen  | Yamaha      | 244   |

## MX3

### Classificació final
| Posició | Pilot                | Motocicleta | Punts |
| ------- | -------------------- | ----------- | ----- |
| 1       | Yves Demaria         | Yamaha      | 563   |
| 2       | Sven Breugelmans     | KTM         | 526   |
| 3       | J. Pekka Vehvilainen | Honda       | 375   |
| 4       | Kristof Salaets      | Suzuki      | 374   |
| 5       | Álvaro Lozano        | KTM         | 368   |
| 6       | Martin Zerava        | Honda       | 341   |
| 7       | Saso Kragelj         | Yamaha      | 335   |
| 8       | Christophe Martin    | KTM         | 260   |
| 9       | Nicolai M. Hansen    | Yamaha      | 239   |
| 10      | Jan Van Hastenberg   | Honda       | 205   |

## Resum: Podi final 2007
|           | MX1            | MX1    | MX2                | MX2      | MX3                     | MX3    |
| Campió    | Steve Ramon    | Suzuki | Antonio Cairoli    | Yamaha   | Yves Demaria            | Yamaha |
| Subcampió | Kevin Strijbos | Suzuki | Tommy Searle       | KTM      | Sven Breugelmans        | KTM    |
| Tercer    | Joshua Coppins | Yamaha | Christophe Pourcel | Kawasaki | Jussi-Pekka Vehvilainen | Honda  |